# Chantal Jouvhomme
Chantal Jouvhomme épouse Taupin (née le 7 juillet 1952 dans le 14e arrondissement de Paris et morte le 23 mai 2003 à Aurillac) est une athlète française, spécialiste du 800 mètres.

## Biographie
Elle est sacrée championne de France du 800 mètres en 1971 à Colombes.
Elle remporte la médaille d'argent du relais 4 x 2 tours lors des championnats d'Europe d'athlétisme en salle 1973, en compagnie de Colette Besson, Chantal Leclerc et Nicole Duclos.
Elle améliore à deux reprises le record de France du relais 4 × 800 mètres, en 1971 et 1975. 